# 청소년보호위원회
청소년보호위원회는 청소년의 유해환경으로부터 보호하기 위하여 청소년보호법 제27조에 의거 2008년 2월 29일 설치된 여성가족부 소관의 행정위원회이다.

## 연혁
- 1997년 7월 7일 : 청소년보호법 제27조에 따라 문화체육부 소속의 행정위원회로 발족.
- 1998년 2월 28일 : 국무총리 직속 중앙행정기관으로 변경.
- 2005년 4월 27일 : 문화관광부 청소년국과 통합되어 청소년위원회가 탄생.
- 2006년 3월 28일 : 청소년위원회가 국가청소년위원회로 명칭을 변경.
- 2008년 2월 29일 : 국가청소년위원회가 보건복지가족부 산하 청소년보호위원회로 개편.
- 2010년 3월 19일 : 보건복지가족부가 보건복지부로 개편되면서 여성가족부로 이관.

## 설치 근거
- 청소년보호법 제27조

## 담당 사무
- 유해환경으로부터 청소년을 보호하기 위한 청소년유해매체물, 청소년유해약물, 청소년유해물건, 청소년유해업소 등의 심의 및 결정 등에 관한 사항
- 정기간행물 등을 발행하거나 수입한 자에 대한 과징금 부과의 심의 및 결정에 관한 사항
- 청소년보호를 위하여 여성가족부장관이 필요하다고 심의를 요청한 사항
- 그 밖에 다른 법률에서 청소년보호위원회가 심의 및 결정 하도록 정한 사항 등

## 위원회 구성
- 청소년보호위원회는 위원장 1인을 포함한 11인 이내의 위원으로 구성하되, 여성가족부장관이 지명하는 청소년업무담당 고위공무원단에 속하는 공무원은 당연직 위원이 된다.
- 청소년보호위원회의 위원장은 청소년에 관한 경험과 식견이 풍부한 자 중에서 여성가족부장관의 제청으로 대통령이 임명하고, 그 밖의 위원은 다음 각 호의 어느 하나에 해당하는 자 중에서 위원장의 추천을 받아 여성가족부장관의 제청으로 대통령이 임명 또는 위촉한다.
  - 판사, 검사 또는 변호사의 직에 5년 이상 재직한 자
  - 대학이나 공인된 연구기관에서 부교수 이상 또는 이에 상당한 직에 있거나 있었던 자로서 청소년 관련 분야를 전공한 자
  - 3급 또는 3급 상당 이상의 공무원이나 고위공무원단에 속하는 공무원과 공공기관에서 이에 상당하는 직에 있거나 있었던 자로서 청소년 관련 업무에 실무경험이 있는 자
  - 청소년시설·단체 및 각급 교육기관 등에서 청소년 관련 업무를 10년 이상 담당한 자

## 위원장 등
- 위원장은 청소년보호위원회를 대표하며, 위원장이 불가피한 사유로 인하여 직무를 수행할 수 없는 때에는 위원장이 지명하는 위원이 그 직무를 대행한다.
- 청소년보호위원회는 재적위원 과반수의 출석으로 개회하고, 출석위원 과반수의 찬성으로 의결한다.

## 위원의 임기
- 위원의 임기는 2년으로 하되, 연임할 수 있다.
- 위원의 결원이 생겼을 때에는 결원된 날부터 30일 이내에 보궐위원을 임명 또는 위촉하여야 하며, 보궐위원의 임기는 전임자의 잔임 기간으로 한다.

## 위원의 직무상 독립과 신분보장
- 위원은 임기 중 직무와 관련하여 외부의 지시나 간섭을 받지 아니한다.
- 위원은 다음 각 호의 어느 하나에 해당하는 경우를 제외하고는 그 의사에 반하여 면직되지 아니한다.
  - 금고 이상의 형의 선고를 받은 경우
  - 장기간의 심신쇠약으로 직무를 수행할 수 없게 된 경우